# SOS (SNES-spel)
SOS, i Japan känt som Septentrion (セプテントリオン?), är ett äventyrsspel utvecklat av Human Entertainment och utgivet 1994 av Vic Tokai till SNES. Handlingen är främst inspirerad av boken och filmen The Poseidon Adventure.

## Handling
Spelet utspelar sig 1921, och huvudpersonen skall inom en timmes tid fly från det sjunkande skeppet Lady Crithania, som kapsejsar i vågorna. Klocka saknas, utom då huvudfiguren blir skadad (och därmed förlorar fem minuter). Tiden kan också anas genom att skeppet gradvis fylls med vatten.

### Fotnoter
1. 1 2 3  ”Soundtrack Information”. SNES Music.org. http://www.snesmusic.org/v2/profile.php?profile=set&selected=2446.
2. 1 2  ”Release dates”. Gamefaqs. Arkiverad från originalet den 25 februari 2010. https://web.archive.org/web/20100225084418/http://www.gamefaqs.com/console/snes/data/578932.html. Läst 8 maj 2014.
3. 1 2  ”Release dates”. Mobygames. http://www.mobygames.com/game/snes/sos. Läst 8 maj 2014.